# Dimetilentriurea
La dimetilentriurea (DMTU) es el compuesto orgánico con la fórmula (H2NC(O)NHCH2NH)2CO. Es un sólido blanco soluble en agua. El compuesto se forma por la reacción de condensación del formaldehído con la urea. Existen isómeros tanto ramificados como lineales. Es un compuesto similar a la metilendiurea, pero está formado por tres unidades de urea conectadas a través de puentes de metileno en lugar de solo dos unidades. También se utiliza en la agricultura como fertilizante de liberación controlada, y su función es, de igual forma, proporcionar nitrógeno de forma gradual a las plantas.

## Aplicaciones
El DMTU es un intermedio en la producción de resinas de urea formaldehído.
Junto con la metilendiurea, el DMTU es un componente de algunos fertilizantes de liberación controlada.